# ジャスティン・チャドウィック
ジャスティン・チャドウィック（Justin Chadwick, 1968年12月1日 - ）は、イギリスの映画監督。

## 略歴
11歳の時から俳優として活動。ランカシャー大学で学び、1991年の『ロンドン・キルズ・ミー』で映画初出演。
1993年から制作にも関わるようになり、『MI-5 英国機密諜報部』など、多くのテレビシリーズの監督を務めた。2008年の『ブーリン家の姉妹』が初の長編映画となる。

## 主な監督作品
- ブーリン家の姉妹 The Other Boleyn Girl （2008年）
- おじいさんと草原の小学校 The First Grader （2010年）
- マンデラ 自由への長い道 Mandela: Long Walk to Freedom (2013年)
- チューリップ・フィーバー 肖像画に秘めた愛 Tulip Fever (2017年)

## 参照
1. 1 2  Katie Toms (2007年12月30日). “Justin Chadwick: The hot-shot director”. The Observer, New Faces 2008: Film. 2009年8月15日閲覧。 “He says the key to his work is making actors comfortable.  ‘I'm glad I've been an actor because it helps to understand what they go through. For me, the starting point is always the performance.’”